# Santiago Pérez García
Santiago Pérez García es un profesor y político español nacido en San Cristóbal de La Laguna (Tenerife, Canarias) en 1954.

## Biografía
Santiago Pérez nació el 13 de diciembre de 1954 en la ciudad de San Cristóbal de La Laguna.
Abogado y profesor de Derecho Constitucional en la Universidad de La Laguna desde el curso 1977-78, su vinculación universitaria y actividad académica durante ya más de treinta años, en los que ha impartido las materias de Historia de las Instituciones Políticas, Teoría del Estado, Derecho Constitucional, Derecho Autonómico Canario, Fundamentos Constitucionales de la Autonomía Local, Instituciones Europeas, e Introducción al Derecho para alumnos de Ciencias Económicas.
Gran aficionado a la música, ha formado parte del Grupo Los Sabandeños y de la Coral Universitaria de La Laguna. En el terreno deportivo, fue base del primer equipo del Club Baloncesto Canarias, así como de los equipos juvenil y junior del Club Náutico de Tenerife.
Santiago Pérez participó activamente en el movimiento universitario antifranquista en sus primeros años de carrera, siendo encausado por el Tribunal de Orden Público por asociación ilícita y propaganda ilegal.
Fue asesor jurídico de CC.OO. en el Norte de Tenerife a finales de los años setenta.

## Trayectoria política
Durante el franquismo inicia su militancia en la oposición de izquierdas. Ya en democracia, ha sido director general en el Gobierno de Canarias, vicepresidente del Cabildo de Tenerife, diputado del Parlamento de Canarias, y senador por Tenerife llegando a ser Secretario General del Grupo Socialista del Senado.
Fue concejal del Ayuntamiento de La Laguna desde 1999, hasta las elecciones municipales del 27 de mayo de 2007 fecha en la que resultó elegido consejero del Cabildo de Tenerife. Entre los años 2001 a 2004 fue Secretario General de los Socialistas Tinerfeños. Años más tarde, entre 2007 y 2009 fue portavoz del Grupo Socialista en el Parlamento de Canarias.
A comienzos de 2011 tras una serie de desencuentros con el grupo socialista canario se da de baja del PSOE  y se presenta en las listas del partido denominado Socialistas por Tenerife, junto con otros antiguos militantes del PSC-PSOE, con el que concurrió en coalición con Izquierda Unida y Los Verdes a las elecciones municipales de  2011 siendo elegido como concejal para el Ayuntamiento de San Cristóbal de La Laguna.